# 樺樹街駅
樺樹街駅（かじゅがいえき、簡体字中国語:桦树街站）は、中華人民共和国黒龍江省哈爾濱市道外区にある駅。

## 利用可能な鉄道路線
- ハルビン地下鉄
  - ハルビン地下鉄1号線

## 駅周辺
- 太平公園

## 歴史
- 2013年9月26日 開業[1]。